# Koziniec (Mucharz)
Koziniec ist eine Ortschaft mit einem Schulzenamt der Gemeinde Mucharz im Powiat Wadowicki der Woiwodschaft Kleinpolen in Polen.

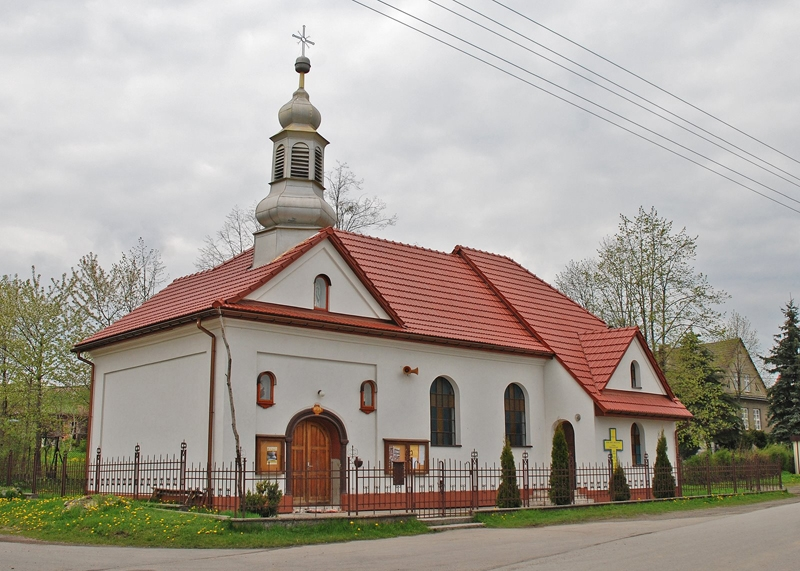
Kapelle in Kozieniec

## Geographie
Der Ort liegt in den Kleinen Beskiden. Die Nachbarorte sind Świnna Poręba im Osten, Jaszczurowa im Süden, sowie Ponikiew im Westen und Norden.

## Geschichte
Der Ort Koziniecz wurde im Jahr 1540 von Walachen auf dem westlichen Grund des Dorfs Świnna Poręba gegründet. Der Gründer Wacław wurde zum ersten Schultheiß. Der Name ist abgeleitet vom Wort koza (Ziege) mit dem Suffix -iniec, oder vom Appellativ koziniec (Ziegenstall  bzw. irgendeinen Ort, wo Ziegen gezüchtet wurden).
Politisch gehörte das Dorf zum Herzogtum Zator, das im Besitz des polnischen Königs war. Anschließend wurde das Herzogtum Auschwitz-Zator im Jahr 1564 völlig dem Königreich Polen angeschlossen, als Kreis Schlesien der Woiwodschaft Krakau, ab 1569 in der polnisch-litauischen Adelsrepublik. 1564 gab es außer dem Schultheiß Wacław drei Bauern bzw. Familien im Dorf. In den nächsten Jahrhunderten wurde es von Ponikiew absorbiert, erst im späten 19. Jahrhundert wieder unabhängig. Im 18. Jahrhundert war das Dorf der Sitz der walachischen Woiewoden Wiercimak und Merek, die alle Walachen im nördlichen Teil der Kleinen Beskiden bis Porąbka leiteten.
Bei der Ersten Teilung Polens kam Koziniec 1772 zum neuen Königreich Galizien und Lodomerien des habsburgischen Kaiserreichs (ab 1804). Ab 1782 gehörte es dem Myslenicer Kreis (1819 mit dem Sitz in Wadowice). Nach der Aufhebung der Patrimonialherrschaften bildete es nach 1850 eine Gemeinde im Gerichtsbezirk Wadowice im Bezirk Wadowice.
1918, nach dem Ende des Ersten Weltkriegs und dem Zusammenbruch der k.u.k. Monarchie, kam Koziniec zu Polen. Unterbrochen wurde dies nur durch die Besetzung Polens durch die Wehrmacht im Zweiten Weltkrieg. Es gehörte dann zum Landkreis Bielitz im Regierungsbezirk Kattowitz in der Provinz Schlesien (seit 1941 Provinz Oberschlesien).
Von 1975 bis 1998 gehörte Koziniec zur Woiwodschaft Bielsko-Biała.